# Casa Álvarez-Cuevas
La Casa Álvarez-Cuevas es una casa señorial del municipio español de Santa Margarita y Monjós (Barcelona).
La casa, también llamada «La Estrella», formaba parte del vasto patrimonio que la familia Álvarez-Cuevas poseía en los siglos xix y xx.

## Descripción
Se trata de una gran casa de origen rural, con jardín, formada por varios cuerpos adosados y un torreón-mirador. 
Destaca especialmente el cuerpo lateral con una larga galería de arcos de medio punto.

## Historia
La casa fue edificada a finales del siglo xix como residencia de veraneo para Luis de Álvarez-Cuevas y de Tord, natural de Villafranca del Panadés (Barcelona) y afincado en Madrid. 
Su hijo, José de Álvarez-Cuevas y de Lacassaigne, natural de Madrid y diputado en Cortes, contrajo matrimonio con María de Alarcón y Cano-Sandoval. De esta unión nació Luis de Álvarez-Cuevas y de Alarcón, natural de Villafranca del Panadés, el cual contrajo matrimonio con María de las Mercedes de Vedruna y de Zuzuarregui. El matrimonio tuvo tres hijos que murieron sin dejar descendencia. 